# Comana (Giurgiu)
Comana é uma comuna romena localizada no distrito de Giurgiu, na região de Muntênia. A comuna possui uma área de 102.97 km² e sua população era de 7432 habitantes segundo o censo de 2007.